# Слейър
„Слейър“ (на английски: Slayer, в превод „убиец“) е траш метъл група от САЩ.
Създадена е през 1981 г. в Хънтингтън Парк недалеч от Лос Анджелис в щата Калифорния от китаристите Кери Кинг и Джеф Ханеман. Групата е издала 11 студийни албума (от които един с кавър версии на пънк банди), два лайф албума и един бокссет и остава една от най-влиятелните траш метъл групи. През 80-те години Slayer са обявени за една от групите от „голямата четворка“ на американския траш, наред с Металика, Антракс и Мегадет. Съчетавайки успешно метода на двете соло китари на групи като Айрън Мейдън и Джудас Прийст с визията на Венъм и агресията на хардкор пънка, те успяват да създадат свой уникален стил. Често религиозни групи са заклеймявали текстове или обложки на групата, заради темите засягани в тях, като серийните убийци, сатанизмът, религията, войната, холокоста.
Бандата е печелила два пъти най-престижната награда в музикаланата индустрия „Грами“. През 2007 година за песента „Eyes Of The Insane“ и през 2008 за „Final Six“.

## История

### Ранни дни(1981 – 1982)
Групата Слейър е сформирана през 1981 г., когато Кери Кинг решава да сформира банда, заедно с Джеф Ханеман, с когото се запознава на едно прослушване. Те привличат в групата басиста и вокал Том Арая, с когото Кинг е свирил в групата Quits, както и барабаниста Дейв Ломбардо, който работи като разносвач на пици.
Първоначалният им репертоар се състои от кавъри на известни метал групи като Iron Maiden и Judas Priest. Дебютните им концерти и участия са в Южна Калифорния – в малки барове или на частни и училищни тържества, като визията на групата е предимно сатанистка – с пентаграми, обърнати кръстове и много грим.
През 1982 година Слейър записва първото си демо – това са репетиции на три парчета – „Fight Till Death“, „Black Magic“ и „The Antichrist“. Записът придобива широка популярност сред ъндърграунд средите и момчетата са поканени за съпорт на концертите в Лос Анджелис на Bitch и Woodstock Club. По време на едно от изпълненията си – кавър версията на песента на Iron Maiden, „Phantom Of The Opera“, те са забелязани от продуцента Brian Slagel, който току-що е основал лейбъла Metal Blade Records и издава поредиците от траш компилации „Metal Massacre“. Слейър участват в третата част, която излиза през юли 1983 г., с песента „Aggressive Perfector“. Записът е истински успех и води до така мечтания договор с издателска компания.

### Show No Mercy и Haunting the Chapel(1983 – 1984)
Без да разполага с бюджет, групата е принудена да самофинансира записа на бъдещия си дебютен албум. След сложни финансови комбинации, свързани със спестяванията на Том Арая, който работи тогава като респираторен терапевт и парите взети назаем от бащата на Кери Кинг, групата влиза в студио в края на 1983 година. Албумът, озаглавен „Show No Mercy“ е записан и завършен за рекордните три седмици. Той излиза през декември 1983 г. под знака на Metal Blade Records и донася на бандата голяма популярност в ъндърграунд-метъл средите. Следва и първото национално клубно турне, чийто съпорт са буса на Том Арая и едно ремарке. Концертите, могат да бъдат описани като триумф и „Show No Mercy“ се продава на територията на САЩ в 20 000 копия, а в световен мащаб запипсва 40 000 продадени екземпляра. Темите в него са отново: сатанизъм, ада и Дяволът.
През месец август 1984 г. излиза EP с три песни, озаглавено „Haunting the Chapel“. Записът е доста по-черен и траш в сравнение с предшественика си. Първото парче „Chemical Warfare“ е изпълнявана на почти всеки концерт на групата. Идва ред и на първия концерт в Европа – на фестивала „Heavy Sounds Festival“ в Белгия, като подгряваща група на UFO. Следва завръщане в Щатите и турнето „Haunting The West Coast“. В този период Кинг напуска временно Слейър, за да се включи в новата група на Дейв Мъстейн – Мегадет. Ханеман е доста притеснен и заявява, че може би ще се наложи търсенето на нов китарист. Раздялата трае само пет шоута и Кинг се завръща в родната си банда, заявявайки, че Мегадет му отнема много от личното време. Това решение на китариста води до дългогодишна вражда и злобни нападки от страна на фронтмена на Мегадет. Следа завръщането на един от основните си членове, групата поема на турнето „1984 Combat Tour“, заедно с Екзодъс и Венъм, като е реализиран концертния запис „Live Undead“ през ноември 1984.

### Hell Awaits(1985 – 1986)
Слейър издават през 1985 г. първото си видео, озаглавено: „Combat Tour: The Ultimate Revenge“. Това е концертен запис от Ню Йорк, осъществен в Studio 54 club по време на турнето с Екзодъс и Венъм. Успехът на „Show No Mercy“, който вече е продаден в над 40 000 копия кара групата да се върне в студио за работа над втория си албум. Този път групата има осигурен бюджет и си позволява наемането на Рон Фейър за продуцент. През септември 1985 г. албумът е факт и излиза под името „Hell Awaits“. Сюжетната линия е логично продължение на „Haunting the Chapel“, като основните теми са Сатаната, ада и т.н. Това е един от записите на Слейър с най-прогресивно звучене – песните са с много по-сложна и комплексна структура. Интрото представлява запис на демоничен глас, обърнат наобратно, който призовава „Join us“ и завършва с „Welcome Back“, след което песента започва.

### Reign in Blood(1986 – 1987)
След успеха на „Hell Awaits“, музикантите от Слейър сключват договор за записи с нова издателска компания, основана от Ръсел Симънс и Рик Рубин: Def Jam Records – хип-хоп лейбъл. Разполагаща с продуцент, готов да експериментира и бюджет за записи, групата преминава „основен ремонт“ и в резултат песните са с по-кратко и бързо звучене, както и с по-добра продукция. Сложните и дълги композиции от „Hell Awaits“ са останали в историята и бандата е силно повлияна от хардкора.
Дистрибуторът на Def Jam, Columbia Records, отказва да издаде „Reign in Blood“, заради обложката и съдържанието на текстовете. Например, песента „Ангел на смъртта“ („Angel of Death“) предизвиква скандал с излагането на подробности от концентрационните лагери, холокоста и човешките експерименти, провеждани от Йозеф Менгеле. Албумът излиза под дистрибуцията на Geffen Records на 7 октомври 1986 г. Въпреки това, поради скандалността си „Reign in Blood“ не се вписва в графика на промотираните издания на компанията. Въпреки че албумът не се рекламира чрез радиото и няма излъчвания, той е първият, с който групата успява да влезе в Billboard 200 – на 94-то място и е сертифициран като „златен албум“ на територията на САЩ.
През октомври 1986 г., Слейър започват световното турне „Raining Pain“, заедно с Overkill в Щатите и Malice в Европа. Групата има ангажимент и като първа част на концертите на WASP в Америка, но месец по-късно, барабанистът Дейв Ломбардо напуска:
| “ | Не правех никакви пари. Исках това да бъде професионално, за голям лейбъл и наемът ми да бъде платен! | ” |

Негов заместник става Тони Скалионе от Whiplash. Съпругата на Ломбардо успява да го убеди да се върне през 1987 г. По съвет на Рик Рубин, Слейър записват кавър на песента „In-A-Gadda-Da-Vida“ на групата Iron Butterfly за филма „Less Than Zero“. Въпреки че групата не е доволна от крайния резултат – Ханеман я определя като слабо представяне, а Кинг го класифицира като „лайно“, парчето е едно от първите им, които се завъртат по радиостанциите.

### South of Heaven(1988 – 1989)
Слейър се завръщат в студиото за записите на четвъртия си албум. Групата съзнателно решава да забави бързото темпо на „Reign in Blood“ и включва по-мелодичен вокал, за сметка на писъците. Ханеман казва:
| “ | Ние знаехме, че не можем да постигнем висотата на „Reign in Blood“ така че дадохме назад и забавихме. Спомням си, че дискутирахме доста относно този факт. Това беше странно, никога не се повтори за нито един албум, преди или след това. | ” |

Издаден през 1988 г., „South of Heaven“ получава смесени критики от страна на феновете и специалистите, въпреки че е най-доброто комерсиално постижение за Слейър по това време – 57-о място в Billboard 200 и втори пореден „златен“ албум. Ревютата на музикалната преса за тавата се различават, от „Ол Мюзик“, които определят албума като „смущаващ и мощен“, до „Ролинг Стоун“, който му залепва клеймото: „сатанински глупости“. Кинг казва за него, че това е албумът с най-мрачните му изпълнения.

### Seasons in the Abyss(1990 – 1993)
Слейър влизат в студио със съпродуцент Анди Уолъс през 1989 г. за записите своя пети студиен албум. След реакциите относно „South of Heaven“, групата връща „темпото на Reign in Blood“, като добавя ново усещане за мелодия. „Seasons in the Abyss“, издаден през октомври 1990 г. е първият албум на Слейър, издаден от новия лейбъл на Рик Рубин, Def American. Албумът достига 44-то място в Billboard 200 и става златен през 1992 година. Видеоклип на едноименната песен – втори за групата – е заснет пред пирамидите в Гиза, малко преди войната в Персийския залив.
Слейър започват цикъл от турнета през септември 1990 г. като хедлайнер на европейско турне „Clash of the Titans“ с Megadeth, Suicidal Tendencies и Testament. С достигането на траша на върха на популярността, турнето се удължава до май 1991 г., с Megadeth, Anthrax и Alice in Chains – като подгряващи. Групата издава двоен концертен албум: „Decade of Aggression“ през 1991 г., за да отпразнуват своята 10-годишнина. Компилацията влиза на 55-о място в Billboard 200.
През май 1992 г. Ломбардо напуска групата поради конфликт с останалите членове, защото съпругата му не може да го следва по време на турнето. Ломбардо формира своя банда: Grip Inc, заедно с китариста Валдемар Сорихта от Voodoocult и Слейър наемат Пол Бостаф (бивш барабанист на Forbidden). Групата прави първите си концертни изяви с Бостаф на фестивала „Monsters of Rock“ в Донингтън през 1992 година. Първият студиен запис с него е едно медли от песни на The Exploited „War“, „UK '82“ и „Disorder“ с Ice-T за саундтрака на филма „Judgment Night“ от 1993 година.

### Divine Intervention(1994 – 1995)
През 1994 г. излиза първият дългосвирещ запис на групата с новия барабнист – „Divine Intervention“. Тавата става най-високо класиралия се албум до този момент, достигайки до номер 8 в Билборд 200. „Divine Intervention“ получава златен статус. Албумът включва песни за Райнхард Хайдрих, един от архитектите на Холокоста и Джефри Дамър – от апартамент номер „213“, където той е измъчвал, изнасилил и убил седемнадесет жертви. Други основни теми са убийство, злините на църквата и политика. Интересът на Арая към серийните убийци вдъхновява голяма част от текстовете.
Слейър тръгват световно турне през 1995 г., с погряващи групи – Biohazard и Machine Head. Издадено е видео с концертни кадри – „Live Intrusion“ и в него влиза и съвместен кавър на класиката на Venom – „Witching Hour“ с Machine Head. Впоследсвие отношенията между Слейър и Machine Head силно се влошават. По време на това турне Слейър са третата по важност група на фестивала в Донингтън „Monsters of Rock“ с хедлайнери Metallica.

### Undisputed Attitude(1996 – 1997)
През 1996 г. „Undisputed Attitude“, албум с пънк кавъри бива издаден. В него намират място кавър-версии на групите Minor Threat, TSOL, DRI, DI, Verbal Abuse, Dr. Know и „Студжис“. Албумът включва и три оригинални песни, „Gemini“, „Can't Stand You“, „Ddamm“. Последните две са написани от Ханеман през 1984 – 1985 за страничен проект, озаглавен Pap Smear. Пол Бостаф напуска Слейър малко след издаването на албума, за да работи по проекта си – The Truth About Seafood. Групата наема барабаниста на Тестамент Джон Дет и оглавява през 1996 г. заедно с Ози Озбърн фестивала „Ozzfest“, където свири заедно с Danzig, Biohazard, Sepultura и Fear Factory. Дет е уволнен след година в резултат на търкания с членовете на групата. Бостаф се завръща и обиколката продължава.
През 1996 г. е заведено делото срещу групата от страна на родителите на Елиз Паул, които обвиняват Слейър за насърчаване на убийците на дъщеря си, чрез текстовете. Елиз била упоена, удушена, намушкана, изнасилена и принесена в жертва на дявола от трима Фена на групата. Случаят е разгледан в съда на 19 май 2000 г. Обвиненията са за разпространяване на вредни за тийнейджърите текстове на песни и свързаните с тях бизнес продукти на пазара, които водят до насърчаване на насилствени действия. И че „нито едно от престъпленията, извършени срещу Елиз Паул не биха настъпили без умишлената маркетингова стратегия на дет метъл групата Слейър“. Делото е прекратено и съдия Джефри Бърк констатира:
| “ | Аз не определям музиката на Слейър за нецензурна, неприлична или вредна за непълнолетните. | ” |

### Diabolus in Musica(1998 – 2000)
„Diabolus in Musica“ (от латински – „Дяволът в музиката“) е издаден през 1998 г. и дебютира под #31 в Billboard 200, продавайки над 46 000 копия. Албумът получава смесен прием и е критикуван за възприемането на характеристиките на ню метъл музиката като настроени надолу китари, съмнителни структурни акорди и чърминг барабани. Групата е и обвинявана от феновете си в комерсиалност, поради смяна на старото лого с ново, изобразено в ню метъл стилистика.
Слейър си партнират с дигиталната хардкор банда Atari Teenage Riot, за да запишат песен за саундтрака към филма „Spawn“, озаглавен „No Remorse (I Wanna Die)“. По-късно групата отдава почит на Black Sabbath, като записва кавър на „Hand of Doom“ за втората част от трибют албума, озаглавен „Nativity in Black II“. Следва световно турне в подкрепа на новия албум, и участие в Обединеното кралство на фестивала „Ozzfest“ 1998, заедно с Black Sabbath, Ozzy Osbourne, Foo Fighters, Pantera, Soulfly, Fear Factory, и Therapy?.

### God Hates Us All(2001 – 2005)
След забавяне, породено от ремиксирането и създаването на алтернативна обложка, която да покрие оригиналната, считана за „твърде откровена“, „God Hates Us All“ излиза на 11 септември 2001 г. Групата получава първата си номинация за наградите „Грами“ за песента „Disciple“, но най-престижното музикално отличие е присъдено на групата Tool за сингъла „Schism“.
Атаките от 11 септември 2001 г. срещу Америка застрашава провеждането на европейското турне от 2001 г. „Tattoo the Planet“, като първоначално участие трябва да вземат Pantera, Static X, Biohazard и Vision of Disorder. Датите са отменени или отложени, поради ограниченията за полети, а мнозинството от групите решават да се оттеглят, като само Слейър и Static X остават за европейската част от турнето. Pantera, Biohazard и Vision of Disorder са заменени с Cradle Of Filth и други групи в зависмост от местоположението: Amorphis, In Flames, Moonspell, Children of Bodom и Necrodeath. Барабанистът Пол Бостаф напуска преди Коледа 2001 г., в резултат на хронична лакътна травма. Турнето рускува да остане недовършено, така че Кинг влиза в контакт с оригиналния барабанист Дейв Ломбардо, и му предлага да завърши концертите. Ломбардо приема поканата и остава като постоянен член.

### Christ Illusion(2006 – 2008)
Албумът „Christ Illusion“ първоначално е планирано да излезе на 6 юни 2006 г. и трябва да е първият албум с оригиналния барабанист – Дейв Ломбардо от 1990 г. насам. Въпреки това групата решава да отложи пускането на записа, тъй като не желаят да бъдат една от „многото глупави банди, които пускат полуготови албумчета на 6 юни“ (Кинг), въпреки че „USA Today“ съобщава, че идеята е осуетена, защото групата не успява да си подсигури достатъчно време в звукозаписното студио. Вместо това Слейър издават EP-то „Eternal Pyre“, което излиза на 6 юни 2006 г. в лимитирана серия. То включва песента „Cult“, живо изпълнение на „War Ensemble“ в Германия, видео кадри от записа на „Cult“, и петминутно видео на един фен, който издрасква с нож името на бандата върху ръката си. Пет хиляди копия са издадени и се предлагат единствено във веригата музикални магазини „Hot Topic“, като са разпродадени напълно само часове след излзането си. На 30 юни 2006 г. Nuclear Blast Records пуска 7 цветна винил версия в ограничен тираж от хиляда копия.
„Christ Illusion“ е издаден на 8 август 2006 г. и дебютира под номер 5 в Billboard 200, продавайки над 62 000 копия през първата седмица. Албумът стана най-високо класиралият се, като подобрява постижението на „Divine Intervention“, който дебютира под #8. Все пак, въпреки високата си позиция, албумът се понижава до #44 в следващата седмица. Три седмици след издаването му, Слейър са въведени в „Kerrang! Зала на славата“ за заслуги и влиянието им върху хевиметъл сцената.
Световното турне, наречено „The Unholy Alliance Tour“, трябва да започне на 6 юни, но е отложено за 10 юни, тъй като Том Арая се подлага на операция на жлъчката. In Flames, Mastodon, Children of Bodom, Lamb of God, and Thine Eyes Bleed (с участието на брата на Том – Джони) и Ted Maul са избрани за подгряващи. Обиколката минава през Америка и Европа и всички участници се събират, с излючение на Thine Eyes Bleed за общ концерт на фестивала „Loudpark“ в Япония на 15 октомври 2006 г.
Видеоклипът към първия сингъл от албума, „Eyes of the Insane“, е издаден на 30 октомври 2006 г. Песента е включена в саундтрака на филма „Убийствен пъзел 3“ и печели „Грами“ за „Най-добро метъл изпълнение“, въпреки че групата не успява да присъства на церемонията поради ангажименти около турнето. Седмица по-късно бандата посещава 52-ра въздушна ескадрила в американската база „Spangdahlem“ в Германия, среща се със служещите и изнася концерт. Това е първата визита на Слейър във военна база. Групата участва за първи път в телевизионно шоуто „Jimmy Kimmel Live!“ на 19 януари, свирейки песента „Eyes of the Insane“, както и четири допълнителни песни за феновете след шоуто (въпреки че кадри от песента „Джихад“ („Jihad“) са цензурирани). Слейър тръгват на турне в Австралия и Нова Зеландия през април с Mastodon, участват на фестивалите „Download Festival“ в Англия и „Rock Am Ring“ в Германия, както и провеждат лятното турне заедно с Marilyn Manson и Bleeding Through.
Групата пуска специално издание на „Christ Illusion“, което включва нова обложка и бонус парче – „Final Six“, което получава награда Грами за „Най-добро метъл изпълнение“. Това е втората поредна награда за групата в тази категория.

### World Painted Blood(2009 – 2011)
На 3 ноември 2009 г. излиза албумът World Painted Blood, American Recordings/Sony Music. Албумът се появява в мрежата малко по-рано от датата на официалното издание, а именно на 24 октомври 2009 г. Продуциран е от Грег Фиделман (продуцент, инженеринг, миксинг) и Рик Рубин (изпълнителен продуцент). Групата записала в студиото 13 песни (7 от тях са написани от Джеф Ханеман и 6 от Кери Кинг), но във финалната версия на албума са включени само 11.

### Смъртта на Джеф Ханеман и Repentless
През май 2011 г., когато е запитан дали Slayer ще направи още един албум, Дейв Ломбардо отговоря, че абсолютно ще има, въпреки че все още няма нищо готово. Все пак Арая и групата няма да записват, докато състоянието на Джеф Ханеман не се подобри.
На 7 октомври 2011 г. се навършват 25 години от албума Reign in Blood. На 21 ноември 2011 г. Ломбардо пише в туитър, че започват да записват нови песни, което само по себе си означава, че Джеф се подобрява. През февруари 2013 г. Ломбардо е уволнен от фестивала Australia's Soundwave поради различия с групата. Потвърдено е, че Ломбардо напуска за трети път, а на негово място се връща Пол Бостаф.
На 2 май 2013 г. Джеф Ханеман умира в болница от чернодробна недостатъчност. По-късно става ясно, че причината за това е цироза. През април 2014 г. групата подписва с нов лейбъл – Nuclear Blast и ще издаде албум в началото на 2015 г.

## Състав
| Настоящи членове - Том Арая – вокали и бас (1981– 2019) - Кери Кинг – китара (1981– 2019) - Пол Бостаф – барабани (1992 – 1996; 1997 – 2002; 2013– 2019) - Гари Холт – китара (2011– 2019) |  | Предишни членове - Джеф Ханеман – китара (1981 – 2011) - Дейв Ломбардо – барабани (1981 – 1986; 1987 – 1992; 2002 – 2013) - Йон Дет – барабани (1996 – 1997; 2013) |

## Дискография
- Show No Mercy (Metal Blade, 1983)
- Haunting the Chapel (EP) (Metal Blade, 1984)
- Live Undead (Live) (Metal Blade, 1984)
- Hell Awaits (EP) (Metal Blade, 1985)
- Reign in Blood (Def American, 1986)
- South of Heaven (Def American, 1988)
- Seasons in the Abyss (Def American, 1990)
- Decade of Aggression (Live) (Def American, 1991)
- Divine Intervention (Def American, 1994)
- Undisputed Attitude (American Recordings, 1996)
- Diabouls in Musica (American Recordings, 1998)
- God Hates Us All (American Recordings, 2001)
- Soundtrack to the Apocalypse (Box) (American Recordings, 2003)
- Christ Illusion (American Recordings/Warner Bros. Records, 2006)
- World Painted Blood (American Recordings/Sony Music, 2009)
- Repentless (Nuclear Blast, 2015)

## Видеография
- The Ultimate Revenge (Combat Records, 1985)
- Metal Head Vol.5 (BMG Entertainment, 1991)
- Live Intrusion (American Recordings, 1995)
- The OzzFest (Red Ant Entertainment, 1996)
- Tales from the pit (Metallian Productions, 1999)
- War at the Warfield DVD (American visuals, 2003)
- Still Reigning DVD (American visuals, 2004)

## Награди и номинации

### Грами
- 2007: „Най-добро метъл изпълнение“ – „Eyes of the Insane“
- 2008: „Най-добро метъл изпълнение“ – „Final Six“

## Слейър в България
- 2002 София – Стадион „Академик“
- 2008 Калиакра – Калиакра Рок Фест
- 2010 София – Национален стадион „Васил Левски“
- 2012 София – Лауд Фестивал (Loud Festival)
- 2016 София – Зимен дворец на спорта
- 2019 София – Final Show In Bulgaria (Прощално шоу в България)